# ZMW Żak
Żak MR2 – uproszczona wersja motoroweru Ryś, skonstruowana i produkowana w Zakładach Metalowych „Zakrzów” we Wrocławiu-Zakrzowie. Zrezygnowano z bocznych osłon, obudowy reflektora i głębokich błotników. Zastosowano płytkie błotniki i rowerowe siodełko. W ten sposób obniżono koszty produkcji, a w konsekwencji cenę gotowego wyrobu do ok. 5000 zł. Pojazd wyposażono w nowy silnik S38 z Zakładów Metalowych Dezamet w Nowej Dębie. Oprócz wersji podstawowej, produkowano jednak także lepiej wyposażony wariant z obudową reflektora z Rysia, ozdobnymi listwami i powłokami chromowymi na obręczach kół. Produkcja seryjna ruszyła w 1960 roku i zakończono ją w 1963 w związku z rezygnacją z produkcji motorowerów we Wrocławiu.

## Dane techniczne
- Silnik
  - Typ: S38
  - Rodzaj: jednocylindrowy, dwusuwowy
  - Pojemność skokowa: 49,8 cm³
  - Średnica cylindra: 38 mm
  - Skok tłoka: 44 mm
  - Stopień sprężania: 6,5
  - Maksymalny moment obrotowy: 2,9 Nm przy 3500 obr./min
  - Moc maksymalna: 1,8 KM (1,3 kW) przy 5000 obr./min
  - Pojemnościowy wskaźnik mocy:
  - Szybkość maksymalna: 55 km/godz.
  - Zużycie paliwa: 2 l/100 km
  - Gaźnik: typ G12, średnica gardzieli 12 mm
  - Przeniesienie napędu z silnika przez przekładnię zębatą
  - Sprzęgło: cierne, mokre, dwutarczowe

- Podwozie i nadwozie
  - Rama: otwarta, pojedyncza, rurowa, spawana
  - Koła: 2,125 × 23", szprychowe
  - Zawieszenie przednie: widelec teleskopowy bez tłumienia hydraulicznego, śrubowe sprężyny, skok 85 mm
  - Zawieszenie tylne: obustronny wahacz wleczony, resorowany centralną sprężyną śrubową, z amortyzatorami ciernymi na osi wahacza, skok 80 mm
  - Zbiornik paliwa: 5,75 l
  - Siodło jednoosobowe typu rowerowego z regulacją wysokości i torbą narzędziową
  - Bagażnik zewnętrzny (obciążenie dopuszczalne 5 kg)

- Napęd
  - na tylne koło: łańcuchem rolkowym jednorzędowym 1,2" × 4,88"
  - skrzynia biegów: dwubiegowa, zmiana biegów rękojeścią pokrętną po lewej stronie kierownicy
  - hamulce: bębnowe, średnica wewnętrzna 97 mm (hamulec przedni sterowany cięgłem z uchwytem na kierownicy, hamulec tylny sterowany przez obrót pedałami do tyłu)

- Instalacja elektryczna
  - Zasilanie: prądnica-iskrownik 6 V, 16 W
  - Reflektor o średnicy 100 mm
  - Sygnał dźwiękowy

- Wymiary:
  - Długość: 1860 mm
  - Szerokość (kierownica): 690 mm
  - Wysokość: 1040 mm
  - Wysokość siodła: 800 mm
  - Rozstaw osi: 1234 mm
  - Prześwit poprzeczny: 140 mm
  - Masa własna bez paliwa: 47 kg
  - Dopuszczalna masa całkowita: 143 kg
  - Dopuszczalne obciążenie: 96 kg